# Erdődy-kastély (Vép)
Szombathely nyüzsgő nagyvárosától nem messze bújik meg a lankás dombok között a Vép nevű kisváros, melynek legbecsesebb műemléke az egykori Erdődy-kastély.

## A vár rövid története
1496-ban szerezte meg a területet az Erdődy főúri család, akik a középkor viharos háborúiban egy elpusztított erődített nemesi udvarház helyére a következő évszázadban emeltek újabb rezidenciát.

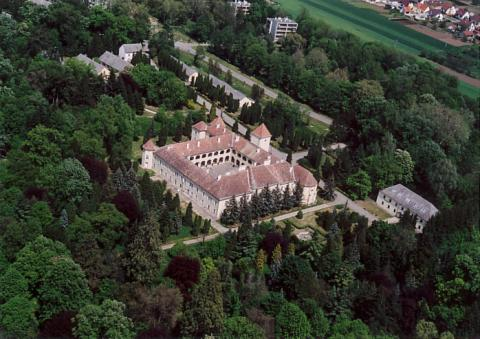
Az Erdődy-várkastély látképe

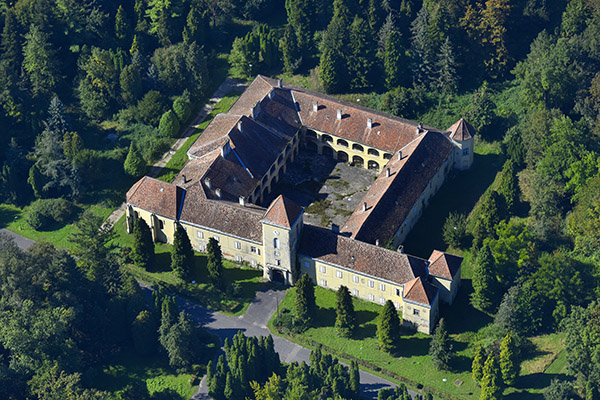
Az Erdődy-kastély a levegőből, Vép

Az új szállást az építőmesterek az akkoriban uralkodó reneszánsz stílus szerint készítették el, vagyis a tágas, nyáron a nagy ablakok által világos szobákat a téli hidegben jól fűthető cserépkályhákkal látták el, míg külső homlokzatát sgraffitós vakolatdíszítéssel és fecskefarkas orompártázattal koronázták. Természetesen a korszak rossz közbiztonsága miatt szükségessé vált az erődítések kialakítása is, amit a külső kőfal és magának a palotaszárnynak magas tornyokkal való kiegészítése jelentett, melynek bejáratát felvonóhidas kaputorony védelmezte. A lőrések mögött megbújó szolgaszemélyzet lőfegyvereivel sikeresen védekezhetett kisebb lovasportyák ellen, de természetesen a nagyobb, ágyúkkal támadó ellenséges hadnak már nem tudtak volna ellenállni. Szerencsére a Rákóczi-szabadságharc bukása után sem rombolták le, csak külső erődítményeit szüntették meg. Mivel mindvégig lakták épületeit, gondot fordítottak rájuk. Az egykori feljegyzések szerint a várat előbb a 18. században barokk, majd 1850 körül a romantikus stílus irányzatai szerint formálták át.
A második világháború hadi eseményei elől elmenekültek lakói, az épületeket teljesen kifosztották, nagy értékű berendezését széjjelhordták. További pusztulásának gátat szabott az 1965-ben végzett műemlékvédelmi helyreállítás, majd az egykori nemesi lakba költözött a mezőgazdasági középiskola intézete. Ennek köszönhetően megnyugtató módon gazdát talált a Borza patak menti várkastély. A kastélyhoz valamikor pálmaház és télikert is tartozott.

## A kastélypark
A kastélyhoz tartozó park és birtok az idők folyamán többször cserélt gazdát. Királyi adományként került Rubinus vasi ispán és az Ellerbach család birtokába, majd tőlük kapta örökül Erdődy Bakócz Tamás. A 17. - 18. században először barokk, majd romantikus illetve tájképi kertként, végül gyűjteményes kertként nyerte el végső formáját. A második világháború és az azt követő időszak sok kárt tett a parkban is. A pusztulási folyamatot a műemlékvédelmi, majd természetvédelmi helyreállítás és védelem állította meg. Területe ma már csak az eredeti töredéke, jelenleg tizenöt hektáros és természetvédelmi területként, arborétumként működik. A park kiemelkedő értéke az egykori tölgygyűjtemény megmaradt példányai. A vépi kastélypark a fenyőkorszak úttörője volt a magyar kertészetben, Kámot (Jeli arborétum) és Szelestét megelőzve 78 fenyő és 227 lombos fajjal Vép volt a megye leggazdagabb gyűjteményes kertje.